# Hércules y el jabalí de Erimanto
Hércules y el jabalí de Erimanto o Lucha de Hércules con el jabalí de Erimanto es un lienzo realizado por Francisco de Zurbarán, perteneciente a una serie pictórica sobre los trabajos de Hércules.

## Introducción
En 1634, Zurbarán recibió un importante encargo para el Salón de Reinos del palacio del Buen Retiro de Madrid, que incluía una serie de diez cuadros dedicados a los trabajos que realizó Hércules por orden de Euristeo, mítico rey de la Argólida. A causa del espacio disponible, Zurbarán solamente representó diez de dichas hazañas. El presente es el tercero de la mencionada serie.
El jabalí de Erimanto era un animal enorme, que devastaba las cosechas y mataba personas en la comarca de Psófide, en la Arcadia. Hércules lo encontró y persiguió durante horas, acorralándolo hasta una zona cubierta de nieve. Saltando sobre su lomo, lo ató, lo cargó sobre sus hombros y se lo llevó vivo a Micenas. Al presentárselo a Euristeo, este tuvo miedo, escondiéndose dentro de un pithos.

## Análisis de la obra

### Datos técnicos y registrales
- Madrid, Museo del Prado; N º. de inventario P001244;[4]
- Pintura al óleo sobre lienzo;
- Dimensiones: 132 x 153 cm
- Datación: ca.1634; Restaurado en 1967;
- Consta con la referencia 76 en el catálogo de O. Delenda, y con el número 138 por Tiziana Frati.[5]

### Descripción de la obra
Con una composición más bien torpe, esta obra es una de las menos logradas de la serie, estando igualmente centrada por la figura de Hércules, cuya musculatura está aquí resaltada por una iluminación efectista, que destaca dicho personaje sobre todo el conjunto, frente a un fondo muy oscuro. Hércules agarra fuertemente su clava con ambas manos, pero su rostro no parece el de un guerrero. Su cuerpo presenta una postura extraña —muy forzada— y cabe destacar la diagonal que se extiende desde su brazo izquierdo hasta la enorme cabeza del jabalí en la parte inferior derecha.
El jabalí está en sombras y como abocetado. No parece que Zurbarán se preocupara por darle cuerpo, ya que este animal significaba el desorden y la discordia, y lo importante en esta pintura es que se viera a Hércules venciéndolo. A la derecha del lienzo se representa una pequeña escena, con Hércules llevando el jabalí a sus espaldas. Tanto esta escena como el pequeño paisaje a la izquierda parecen vistas como a través de una ventana, y denotan la ejecución de ayudantes, a los que en alguna medida hay que atribuir todo el lienzo.

## Procedencia
1. Madrid, Palacio del Buen Retiro, Salón de Reinos, 1634;
2. Madrid, Palacio de Buenavista, 1810 (?)-1819 (?);
3. Transferido al Real Museo de Pintura y Escultura (actual Museo del Prado) en 1819.[8]